# Shell Canada

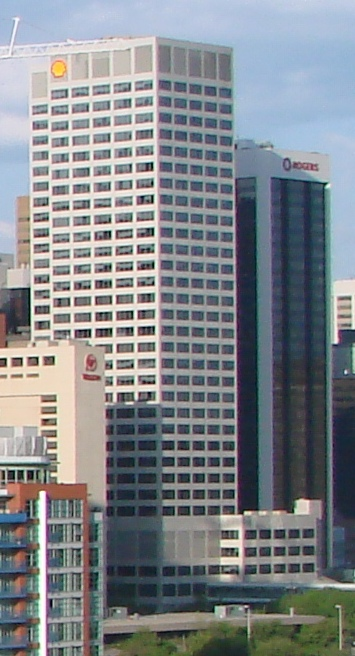
Shell Hauptsitz in Calgary, Alberta

Shell Canada Limited (Französisch: Shell Canada Limitée) ist eine Tochtergesellschaft des weltweit größten Mineralöl- und Erdgas-Unternehmens Royal Dutch Shell. Das regionale Hauptquartier befindet sich im Shell Centre in Calgary, Alberta. Eine weitere größere Niederlassung befindet sich in Toronto, Ontario. Shell Canada’s Schwerpunkt liegt auf der Erschließung, dem Aufbau und Betrieb neuer Ölabbaugebiete, Öl- sowie Erdgas und Schwefelproduktion. Des Weiteren übernimmt Shell Canada das Marketing für die Vermarktung an seinen 1.800 Tankstellen in Kanada. Aufgrund einer Reorganisation des Mutterkonzerns in Europa werden die Geschäftsbetriebe in ganz Nordamerika von Shell Energy North America in Houston, Texas kontrolliert.

## Geschichte
Royal Dutch/Shell Group gründete die Tochtergesellschaft in Kanada im Jahre 1911 in der Nähe von Montreal. Das Unternehmen nahm seinen Betrieb mit sechs Angestellten und mit einem Mindestkapital von 50.000 $ auf. 1925 wurde die erste Tankstelle in Montreal eröffnet. 1928 betrieb das Unternehmen 19 Tankstellen in British Columbia. 1931 wurde mit dem Bau einer neuen Raffinerie in der Nähe von Montreal begonnen. 1962 kaufte Shell Canada das Unternehmen Canadian Oil. 1971 begann Shell Canada mit Bohrmaßnahmen in den Athabasca Oils Sands. 1977 bezog das Unternehmen seinen neuen Hauptsitz im Shell Centre in Calgary. 1981 eröffnete das Unternehmen ein Forschungszentrum in Calgary. 1982 wurde die dreißigstöckige Bohrplattform Sedco 709 von Halifax nach Sable Island verlegt. Im gleichen Jahr begann das Sable Offshore Energy vor Nova Scotia. 1984 wurde die Scotford Refinery in der Nähe von Edmonton eröffnet. 1986 wurde das Caroline natural gas field entdeckt. 1990 wurde der Shell Environmental Fund gegründet. 2004 investierte Shell Canada über 400 Millionen Dollar für die Entwicklung und Produktion des neuen Diesel Kraftstoffs mit deutlich weniger Schwefelanteil. Im gleichen Jahr entdeckte das Unternehmen neue Erdöl und Erdgasvorkommen im Tay River in den Alberta Foothills. 2005 steigerte das Unternehmen die Erdölförderung auf 100.000 Barrel pro Tag aus den Albian Sands. 2006 übernahm Shell Canada Blackrock Ventures. 2010 begann die Jackpine Mine am Muskeg River mit dem Abbau. 2011 feierte Shell Canada seinen 100. Geburtstag.

## Produkte und Dienstleistungen
- Exploration und Förderung von Erdöl und Erdgas
- Verarbeitung und Vertrieb von Mineralölen
- Transport und Marketing von Erdgas / Strom
- Petrochemie
- Tankstellennetzbetrieb

## Raffinerien
- Shell Canada - Montreal East Refinery
- Shell Canada – Scotford Refinery
- Shell Canada – Sarnia Refinery